# The Message
The Message ist ein Lied von Grandmaster Flash & the Furious Five aus dem Jahr 1982, das von Edward Fletcher, Melle Mel und Sugarhill-Gründerin Sylvia Robinson geschrieben wurde. Es erschien im gleichnamigen Album.

## Geschichte
The Message wird häufig als das wichtigste Hip-Hop-Lied bezeichnet und ist die erste Hip-Hop-Platte, die es jemals geschafft hat, in den United States National Archive of Historic Recordings aufgenommen zu werden. Es ist nicht der erste Rap-Song, der von der Frustration des Lebens im Ghetto handelt, doch die Abwendung vom schnelleren Disko-Rhythmus zu einem langsameren, hauptsächlich auf Lyrik basierenden Song war damals neuartig. Veröffentlicht wurde der Song am 13. Mai 1982.
In Rolling Stones Liste Die 500 besten Songs aller Zeiten erreichte dieser Platz 51, ebenfalls landete der Rap auch in der VH1-Liste „100 Greatest Songs of Hip Hop“ auf Platz 5.
Im Videospiel Grand Theft Auto: Vice City wird der Song auf dem fiktiven Radiosender Wildstyle Pirate Radio gespielt. Außerdem ist der Song der Werbesong im Lacoste-Werbespot. Das Musikprojekt 1,000 Days, 1,000 Songs veröffentlichte den Titel im Mai 2017 auf seiner Website als Protest gegen die Politik von US-Präsident Donald Trump.

## Musikvideo
Das Musikvideo ist an den Text des Liedes angelehnt, das Video drehte man in einem New Yorker Ghetto. Zu Beginn des Videos laufen zwei Bandmitglieder von Grandmaster Flash & the Furious Five einen Gehweg entlang, dann sieht man Ausschnitte der Großstadt und Taxis fahren. Danach zerbricht ein Glas, und Grandmaster Flash spielt mit seiner Band den Song; daraufhin sieht man einen Abschleppwagen. Später sieht man weitere Stadtausschnitte: darunter einen Stau, Fußgänger und eine alte Frau. Nebenbei umlaufen viele Passanten auch eine Peepshow. Die Szenen, in der die Band den Song darbietet und besungene Ausschnitte gezeigt werden, schneiden sich in Fadeouts. Nachdem auch Melle Mel einen Teil der Performance übernahm, telefoniert eine Frau, und ein Obdachloser liegt herum, während ein Krankenwagen vorbeifährt. In einem Gebiet außerhalb der Großstadt werden die Mitglieder nach und nach eingeblendet, dabei fährt ein Zug vorbei. Erneut schneiden sich die Stadtszenen und die Szenen, in denen die Band den Song darbietet. Nachdem sich die Band an einem anderen Ende der Stadt unterhält, werden sie am Ende von Polizisten festgenommen.

## Coverversionen
- 1983: Gabi Annicette (Hau schon ab)
- 1992: Ice Cube (Check Yo Self)
- 1994: Coolio (County Line)
- 1995: Die Fantastischen Vier (The Message ’95)
- 1997: Sean Combs feat. Mase (Can’t Nobody Hold Me Down)
- 2003: Das EFX (Jungle)
- 2022: Coi Leray (Player)

## Wirkungen
- The Message wurde bei den Abiturprüfungen 2011 und 2012 im Bundesland Niedersachsen für das Grundlegende Anforderungsniveau als Referenz im Bereich der African-American Experience genannt.
- 2017 erschien eine Nachdichtung in Ann Cottens FAST DUMM. Essays von on the road, in der es um Berlin geht.
- Das Lachen im Song inspirierte Phil Collins zu seinem Lachen im Genesis-Song Mama.[4]